# Esthlogena
Esthlogena – rodzaj chrząszczy z rodziny kózkowatych i podrodziny zgrzypikowych. 

## Zasięg występowania
Przedstawiciele tego rodzaju występują w Ameryce Północnej i Południowej od Meksyku na płn. po Boliwię na płd.

## Systematyka
Do Esthlogena należą 23 gatunki i 2 podrodzaje:
- Podrodzaj: Esthlogena Thomson, 1864
  - Esthlogena albisetosa
  - Esthlogena albolineata
  - Esthlogena amaliae
  - Esthlogena brunnescens
  - Esthlogena chicacaoensis
  - Esthlogena comata
  - Esthlogena crassa
  - Esthlogena dissimilis
  - Esthlogena foveolata
  - Esthlogena glaucipennis
  - Esthlogena guatemalena
  - Esthlogena lanata
  - Esthlogena maculifrons
  - Esthlogena mirandilla
  - Esthlogena nigrosuturalis
  - Esthlogena  porosa
  - Esthlogena porosoides
  - Esthlogena setosa
  - Esthlogena spinipennis
  - Esthlogena spinos
- Podrodzaj: Pseudotaxia Breuning, 1940
  - Esthlogena bella
  - Esthlogena obliquata
  - Esthlogena proletaria